# Javni prijevoz
Javni prijevoz je naziv za zajednički prijevoz putnika odnosno usluga koja je dostupna za korištenje, za razliku od privatnog transporta, kao što su taksi, minibus ili privatni autobusi.
Javni linijski prijevoz putnika obavlja se na: 
- stalnim linijama (svakodnevno),
- sezonskim linijama (školska, izletnička) i
- izvanrednim linijama (za vrijeme sajmova, manifestacija...).

## Plaćanje
Za korištenje usluge prijevoza putnik je dužan u vozilu posjedovati važeću voznu ispravu. Putnik je dužan na zahtjev ovlaštenog lica prijevoznika pokazati voznu ispravu. U slučaju prekida prometa ili kvara vozila prijevoznik je dužan putnicima omogućiti da istim kartama mogu nastaviti započetu vožnju drugim vozilom.

## Poveznice
- Autobus
- Tramvaj
- Trolejbus
- Željeznica
- Metro
- Trajekt